# Centro de Espectáculos La Macarena
El Centro de Espectáculos La Macarena, también conocido como Plaza de toros La Macarena, es una plaza de toros de la ciudad de Medellín, en el departamento de Antioquia, Colombia. Desde 2020 tiene uso exclusivamente cultural y de ocio.

## Descripción
Está ubicada al costado norte de la Calle San Juan junto a la rivera del Río Medellín. Fue edificada originalmente en estilo neomudéjar por el arquitecto Gonzalo Restrepo. Tiene una capacidad para 15.000 espectadores ubicados en los tendidos bajos y altos de las gradas. En 1995 fue declarada inmueble de valor patrimonial. En 2003 se acometió una reforma que transformó su estilo primigenio protegido para la adecuación y modernización de la plaza de toros como edificio de usos múltiples para eventos de ocio y espectáculos.

## Historia
La plaza fue iniciativa de Plaza de Toros La Macarena s.a., fundada en el Club Unión por destacados empresarios de Medellín y cuyo primer gerente fue Carlos I. Molina. Fue inaugurada el 4 de marzo de 1945 con corrida inaugural de Juan Belmonte Campoy, Alfonso Ramírez , creador de la caleserina y Luis Briones. Se empleó desde entonces para albergar la Feria Taurina de La Macarena, una feria de talla mundial donde históricamente se habían presentado las máximas figuras del toreo. Esta plaza sucedió al Circo el Palo y al Circo España, antiguos espacios para festejos taurinos remplazados por La Macarena en vista de la creciente afición por los toros en la capital antioqueña. En 1963 los propietarios originales donaron la plaza al Hospital San Vicente de Paúl (después Corpaul) para contribuir a la financiación de esta institución. Durante 25 años fue gestionada por la empresa Tesma, y después por Cormacarena. En los años 90 se retiró el anuncio de Pielroja que se encontraba en la fachada desde su inauguración. El 16 de febrero de 1991, durante los atentados contra el gobierno de César Gaviria, a la salida del público de la corrida de toros de Roberto Domínguez y Juan Mora, estalló un coche bomba que mató a 23 personas y ocasionó decenas de heridos.
Desde la reforma del inmueble en 2003 se comenzaron a celebrar espectáculos y eventos de ocio, cambiando el nombre a Centro de Espectáculos La Macarena. El 6 de diciembre de 2018 fue suspendida la XXVIII feria taurina programada para el 2019 tras la venta del 51 por ciento de las acciones de la plaza de toros por parte de Corpaul a la firma D´Groupe, manteniendo la alcaldía de Medellín el 49% de la propiedad.
En 2020 el gobierno municipal prohibió las corridas de toros en la plaza de toros de La Macarena, por lo que desde entonces pasó a tener un uso exclusivamente cultural y de ocio.